# Мишуриев, Казбек Абубачирович
Казбек Абубачирович Мишуриев — советский политический и общественный деятель. Один из основателей адыгейской-черкесской автономии. Кавалер вышей государственной награды Ордена Красное Знамя РСФСР.

## Биография
Родился в Одессе, — этнический еврей, Григорий Львович Мишурис. С 1919 года член РКП(б). Участвовал в установлении Советской власти в Новониколаевске (Новосибирске).
Жил В Дагестане. Переселился в 1920 году.
После создания в 1922 году Адыгейской (Черкесской) автономной области, среди руководства партийных организаций на местах также было немало евреев. Одним из основателей автономии адыгов был большевик Григорий Львович Мишурис, более известный в региональной историографии как Казбек Абубачирович Мишуриев ЕВРЕЙСКИЙ «ШТЕТЛ» МАЙКОП И «ПОКАЗАЧЕННЫЕ» ЕВРЕИ.
C 9-го август по сентябрь 1922 года временно исполняющий обязанности начальника Адыгейско-Черкесского объединённого областного отдела ГПУ.
В мае 1923 года — редактор газеты «Красная Адыгея».
Директор Майкопского консервного завода.
Член Президиума Адыгейского-Черкесского облисполкома, награждён Орденом Красного Знамени.
Впоследствии репрессирован. Судьба неизвестна.
Его брат — Александр Львович Мишурис (1904—1978). Кандидат исторических наук (1948). Доктор исторических наук (1970). Профессор. Заведующий кафедрой истории партийно-советской печати  факультета журналистики МГУ (1965‒1978).
Отец — Лев Моисеевич Мишурис (?—1950), мать — Мария Харитоновна (?—1958), похоронены в Москве, на Востряковском кладбище.

## Награды и премии
- Орден Красное Знамя РСФСР .

## Семья
- Отец — Лев Моисеевич Мишурис (?—1950),
- Мать — Мария Харитоновна (?—1958),
- Брат — Александр Львович Мишурис (1904—1978)